# 내추럴 아메리칸 스피릿
내추럴 아메리칸 스피릿(Natural American Spirit)은 종종 아메리칸 스피릿으로 간단히 불리며, 궐련 및 기타 담배 제품의 미국 브랜드로, 현재 레이놀즈 아메리칸이 소유하고 산타페 내추럴 토바코 컴퍼니에서 제조한다.

## 역사
이 회사는 1982년 빌 드레이크(Bill Drake, 《천연 담배 재배자의 핸드북》 저자), 로버트 마리온(Robert Marion, 산타페의 코토타마 연구소에서 침술을 배우던 학생), 크리스 웹스터(Chris Webster, 산타페 사업가 및 부동산 중개인)에 의해 설립되었다. 초기 투자금은 사업을 지원하기 위해 대출을 받은 산타페의 배관공/계약자인 에드워드 위크스(Edward Wikes), 석유 시추선 작업자인 로버트 울프(Robert Wolf), 엘칸 나움버그 가문의 상속인 필립 나움버그(Philip Naumburg)로부터 나왔다. 2002년 1월, 이 회사는 레이놀즈 아메리칸에 인수되었으며 현재 브리티쉬 아메리칸 토바코가 소유한 레이놀즈 아메리칸의 완전 소유 독립 자회사이다. 일본담배산업은 2015년 9월, 미국 외 시장에서 내추럴 아메리칸 스피릿 제품을 판매할 권리를 획득했다고 발표했다.

## 시장

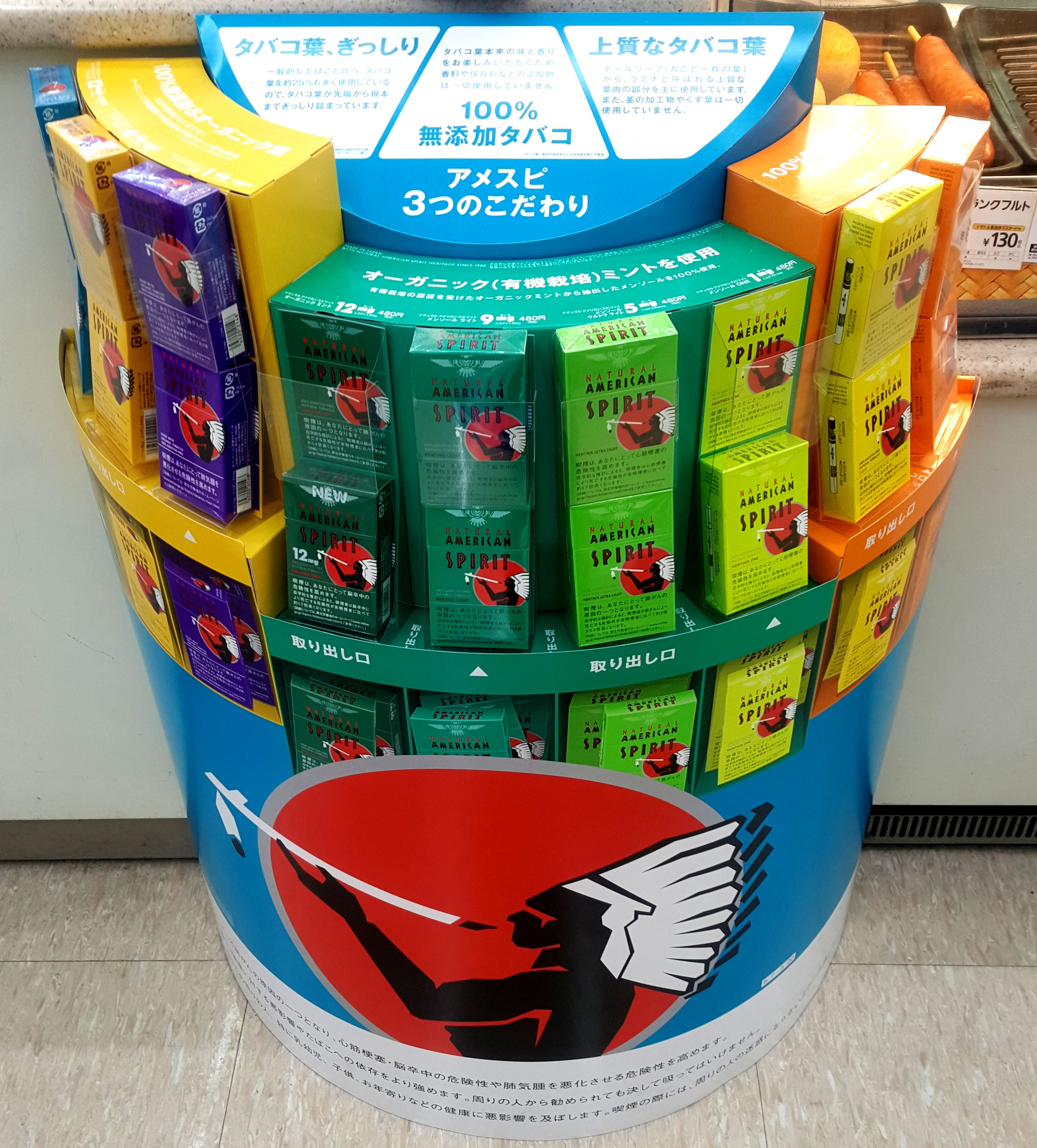
2018년 일본의 내추럴 아메리칸 스피릿 판매 촉진 광고

내추럴 아메리칸 스피릿 궐련은 미국, 캐나다, 네덜란드, 브라질, 영국, 독일, 오스트리아, 스위스, 튀니지, 일본, 스페인, 이탈리아, 프랑스, 그리스, 핀란드, 덴마크에서 판매되었다.

## 제품
내추럴 아메리칸 스피릿은 다양한 종류의 선택 필터 궐련을 제공하며, 이는 니코틴 및 타르 함량을 나타내기 위해 색상 코드로 구분되며, 이는 다른 필터와 궐련 종이를 사용하여 변경된다. 아메리칸 스피릿은 또한 10%의 페리크 담배를 포함하는 페리크 블렌드 필터 궐련과 유기농 담배를 포함하는 유기농 필터 궐련도 있다.
내추럴 아메리칸 스피릿은 또한 틴과 파우치에 여러 가지 "직접 말아 피우는" 담배를 제공한다.
영국에서는 아메리칸 스피릿 롤링 담배가 블루(일반) 또는 옐로우(라이트)로 나온다.
아메리칸 스피릿 궐련은 20개들이 팩으로 판매된다. 다음과 같이 나온다.

- 오렌지 – 부드럽고 연한 오리지널 맛
- 옐로우 – 오리지널 블렌드 연한 오리지널 맛
- 블루 – 오리지널 블렌드 풍부한 맛
- 라이트 그린 – 유기농 연한 멘솔
- 다크 그린 – 유기농 풍부한 멘솔
- 골드 – 유기농 연한 맛
- 터콰이즈 – 유기농 풍부한 맛
- 블랙 – 페리크 풍부하고 강한 맛
- 라이트 블루 – 풍부한 맛
- 다크 블루 – 미국산 프리미엄 풍부한 맛
- 탠 – 미국산 프리미엄 연한 맛
- 스카이 – 부드러운 맛, 숯 필터
- 셀라돈 그린 – 독특한 균형 잡힌 맛
- 헌터 그린 – 풍부하고 균형 잡힌 맛
- 그레이 – 페리크 풍부한 맛
- 애거트 (일본 한정) – 풍부하고 달콤한 맛
- 브라운 – 독특한 필터 없는 맛

## 논란

### 무첨가 궐련 주장에 대해
내추럴 아메리칸 스피릿 제품은 2000년에 "100% 무첨가 담배"로 광고되었다.
제리 브라운 캘리포니아주 법무장관은 2010년 3월 1일, 유기농 담배가 다른 담배 제품보다 "더 안전하거나 건강하지 않다"는 점을 명확히 공개하도록 산타페 내추럴 토바코 컴퍼니와 합의했다고 발표했다. 32개 다른 주와 컬럼비아 특별구의 법무장관들도 이 합의에 서명했다.

### 아메리카 원주민 이미지 사용
이 브랜드가 포장에 원주민을 묘사하고 가짜 민담을 사용하는 등 아메리카 원주민/아메리카 인디언 이미지를 사용한 것은 문화적 전유 및 고정관념을 조장한다는 비판을 받아왔다. 연구에 따르면 이러한 이미지 사용으로 인해 원주민을 포함한 많은 흡연자들이 이 브랜드가 부족/부족 소유 토지에서 소유하거나 운영하며 더 "자연적"이고 따라서 더 건강하다는 잘못된 인식을 갖게 되었다. 이에 대해 산타페 내추럴 토바코 컴퍼니의 CEO이자 대주주인 로빈 소머스(Robin Sommers)는 "아메리카 원주민은 아메리칸 스피릿의 목표 시장이 아니다"고 밝히며, 이 이미지 사용은 15세기 원주민의 인식된 "절제"에 맞춰 담배 사용을 더 조정하려는 회사의 목표 때문이며, 판매 수익이 원주민 공동체를 지원한다고 말했다.

## 같이 보기
- 담배의 건강 영향
- 담배 정치
- 담배 흡연